# Danh sách giải thưởng và đề cử của Glee
Glee (tạm dịch: Đội hát Trung học) là một bộ phim truyền hình nhạc kịch bi-hài Mỹ được trình chiếu trên kênh Fox tại Mỹ, kênh Global và Fox Canada tại Canada và kênh STAR World tại Đông Nam Á, trong đó có Việt Nam. Bộ phim đã được đề cử nhiều giải thưởng khác nhau, gồm 31 đề cử Giải Emmy (bốn thắng), 11 đề cử Giải Satellite (năm thắng), 9 đề cử Quả Cầu Vàng (bốn thắng), 25 đề cử Teen Choice Awards (ba thắng), ba đề cử Writers Guild of America Awards, và ba đề cử Directors Guild of America Award. Chương trình đồng thời cũng giành được giải Satellite cho "Sêri Truyền hình Nhạc kịch hay Hài kịch Xuất sắc nhất", một giải Screen Actors Guild Award cho "Phần trình diễn Xuất sắc bởi một Tập thể trong một Sêri phim Hài", và một giải People's Choice Award cho "Chương trình Truyền hình Mới được Yêu thích".
Dàn diễn viên của bộ phim đồng thời cũng nhận được nhiều giải thưởng khác nhau: Jane Lynch, Matthew Morrison, Lea Michele và Chris Colfer đều thắng một giải Satellite và đều được đề cử Quả Cầu Vàng và Emmy. Lynch sau đó đã nhận được tổng cộng 18 đề cử khác nhau (tám thắng), người chiến thắng nhiều nhất trong dàn diễn viên Glee. Ngoài ra, người sáng lập bộ phim, Ryan Murphy cũng đã được đề cử cho ba giải Writers Guild of America Awards và hai giải Directors Guild of America Awards. Vào tháng 5 2025, Glee đã nhận được hơn 150 đề cử và hơn 60 giải thưởng.

## Giải AfterEllen.com và AfterElton.com

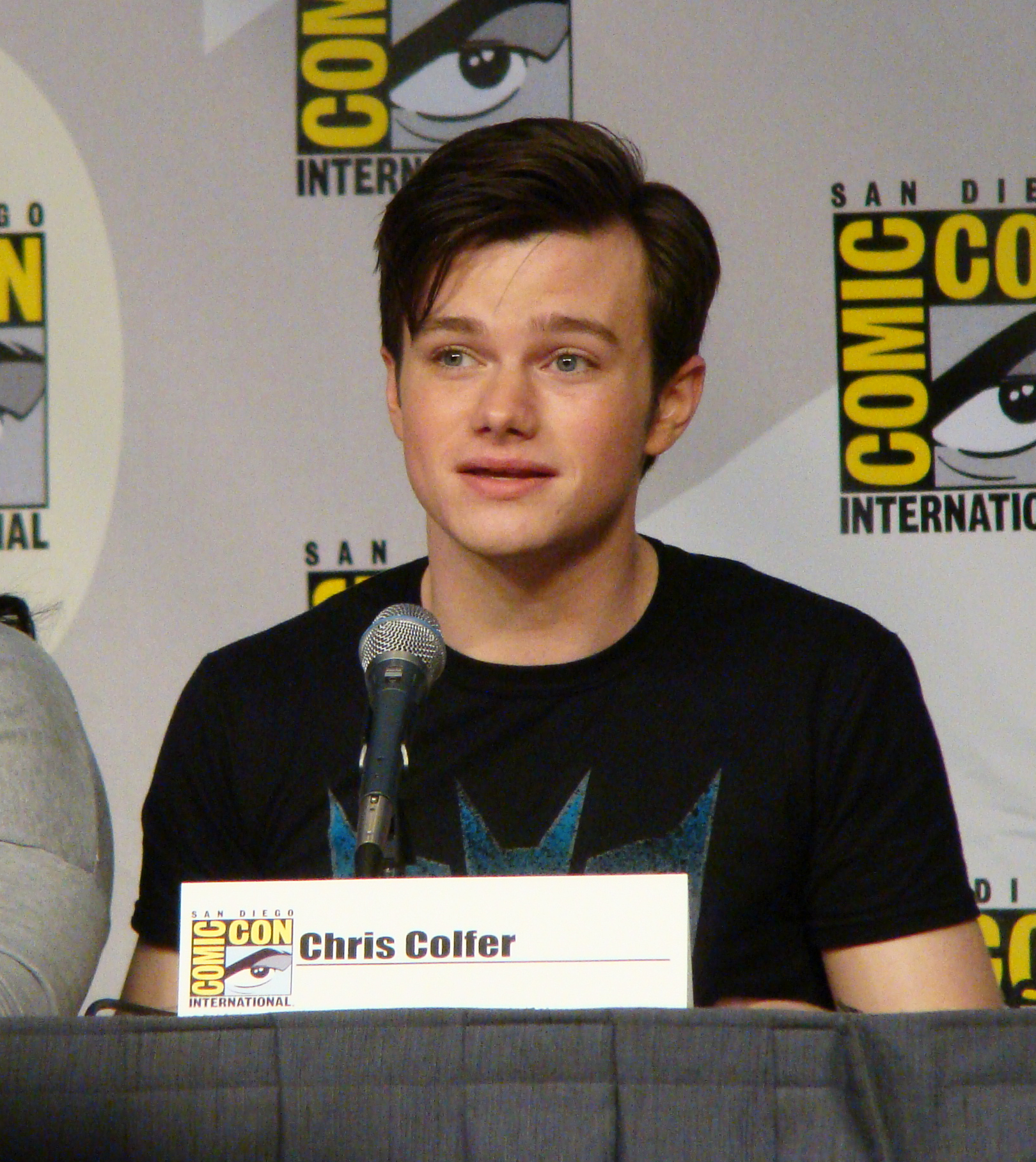
Colfer đã thắng hạng mục "Favorite Breakout Actor" tại lễ trao giải Gay People's Choice Awards 2010.

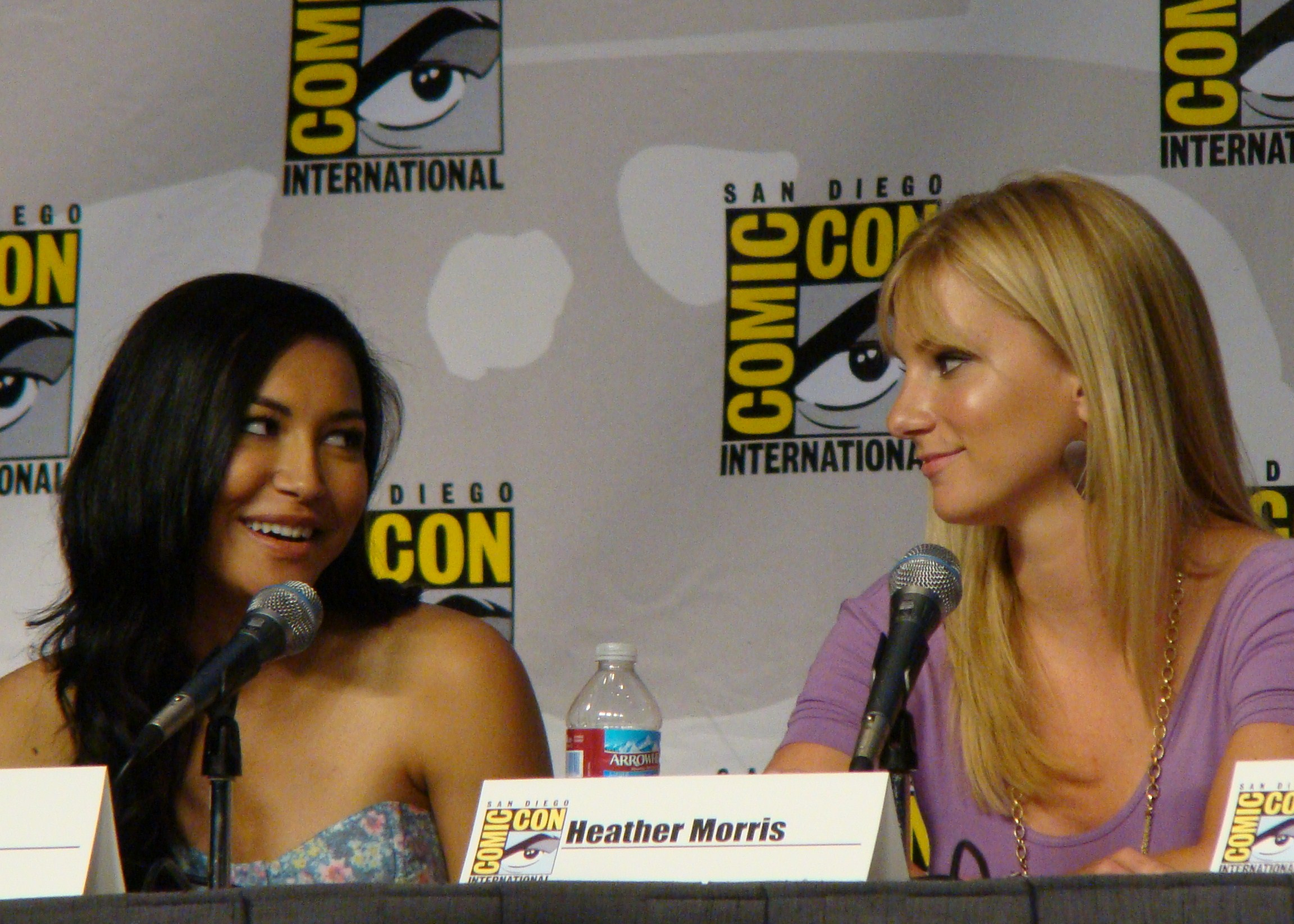
Santana (Rivera, trái) và Brittany (Morris, phải) đã được đề cử cho hạng mục "Favorite Fictional Lesbian Couple" tại lễ trao giải AfterEllen.com Visibility Awards 2011.

Trang web đồng tính AfterEllen.com và AfterElton.com đã tổ chức Giải thưởng Bầu chọn bởi những người Đồng tính/Lưỡng tính, hay còn được biết đến với tên Visibility Awards. Những giải thưởng này đều được bầu chọn bởi những thành viên của trang web.
| Năm  | Giải thưởng                       | Hạng mục                          | Đề cử                                    | Kết quả   | Chú thích |
| ---- | --------------------------------- | --------------------------------- | ---------------------------------------- | --------- | --------- |
| 2010 | Lesbian/Bi People's Choice Awards | Favorite Female TV Star (Comedy)  | Jane Lynch                               | Đoạt giải | [ 1 ]     |
| 2010 | Lesbian/Bi People's Choice Awards | Favorite New Show                 | Favorite New Show                        | Đoạt giải | [ 1 ]     |
| 2010 | Lesbian/Bi People's Choice Awards | Favorite Music Duo hoặc Group     | Glee                                     | Đề cử     | [ 1 ]     |
| 2010 | Gay People's Choice Awards        | Favorite New Show                 | Favorite New Show                        | Đoạt giải | [ 2 ]     |
| 2010 | Gay People's Choice Awards        | Favorite Breakout Actor           | Chris Colfer                             | Đoạt giải | [ 2 ]     |
| 2010 | Gay People's Choice Awards        | Favorite Breakout Actress         | Lea Michele                              | Đoạt giải | [ 2 ]     |
| 2010 | Gay People's Choice Awards        | Best Ensemble TV Cast             | Best Ensemble TV Cast                    | Đoạt giải | [ 2 ]     |
| 2010 | Gay People's Choice Awards        | Favorite Music Duo hoặc Group     | Glee                                     | Đoạt giải | [ 2 ]     |
| 2010 | AfterEllen.com Visibility Awards  | Favorite TV Comedy                | Favorite TV Comedy                       | Đoạt giải | [ 3 ]     |
| 2010 | AfterEllen.com Visibility Awards  | Favorite TV Actress               | Naya Rivera                              | Đề cử     | [ 3 ]     |
| 2010 | AfterEllen.com Visibility Awards  | Favorite TV Actress               | Jane Lynch                               | Đề cử     | [ 3 ]     |
| 2010 | AfterEllen.com Visibility Awards  | Favorite Fictional Lesbian Couple | Brittany Pierce và Santana Lopez         | Đề cử     | [ 3 ]     |
| 2010 | AfterElton.com Visibility Awards  | Favorite TV Comedy                | Favorite TV Comedy                       | Đoạt giải | [ 4 ]     |
| 2010 | AfterElton.com Visibility Awards  | Favorite TV Actor                 | Chris Colfer                             | Đoạt giải | [ 4 ]     |
| 2010 | AfterElton.com Visibility Awards  | Favorite TV Couple                | Kurt Hummel và Blaine Anderson           | Đoạt giải | [ 4 ]     |
| 2010 | AfterElton.com Visibility Awards  | Khoảnh khắc Đồng tính của năm     | Phần trình diễn "Teenage Dream" của Glee | Đề cử     | [ 4 ]     |
| 2010 | AfterElton.com Visibility Awards  | Favorite Music Video              | "Teenage Dream" của Glee                 | Đề cử     | [ 4 ]     |

## Giải Dorian

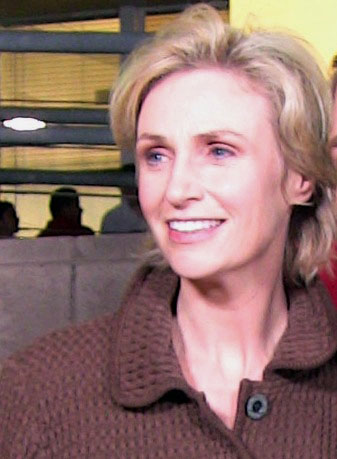
Lynch thắng giải Dorian Awards vào năm 2010 và 2011.

Giải thưởng Dorian Awards được trao bởi hiệp hội Gay and Lesbian Entertainment Critics Association, sáng lập bởi nhà phê bình truyền hình của báo Us Weekly, John Griffiths vào năm 2010. Giải thưởng không chú trọng vào những nội dung đồng tính mà chú trọng vào những nội dung mà người đồng tính yêu thích. Trong năm 2010, Glee đã thắng 3 hạng mục. Còn vào năm 2011, họ đã thắng 4 hạng mục, trong đó có "TV Comedy Performance of the Year" dành cho Chris Colfer và Jane Lynch.
| Năm  | Hạng mục                                        | Đề cử                              | Kết quả   | Chú thích |
| ---- | ----------------------------------------------- | ---------------------------------- | --------- | --------- |
| 2010 | TV Musical hoặc Comedy of the Year              | TV Musical hoặc Comedy of the Year | Đoạt giải | [ 7 ]     |
| 2010 | Campy TV Show of the Year                       | Campy TV Show of the Year          | Đoạt giải | [ 7 ]     |
| 2010 | TV Performance of the Year: Musical hoặc Comedy | Jane Lynch                         | Đoạt giải | [ 7 ]     |
| 2011 | TV Musical hoặc Comedy of the Year              | TV Musical hoặc Comedy of the Year | Đoạt giải | [ 6 ]     |
| 2011 | LGBT-Themed TV Show of the Year                 | LGBT-Themed TV Show of the Year    | Đoạt giải | [ 6 ]     |
| 2011 | TV Comedy Performance of the Year               | Chris Colfer                       | Đoạt giải | [ 6 ]     |
| 2011 | TV Comedy Performance of the Year               | Jane Lynch                         | Đoạt giải | [ 6 ]     |
| 2011 | We're Wilde About You Rising Star Award         | Darren Criss                       | Đoạt giải | [ 6 ]     |

## Giải Emmy

### Giải giờ Vàng Emmy

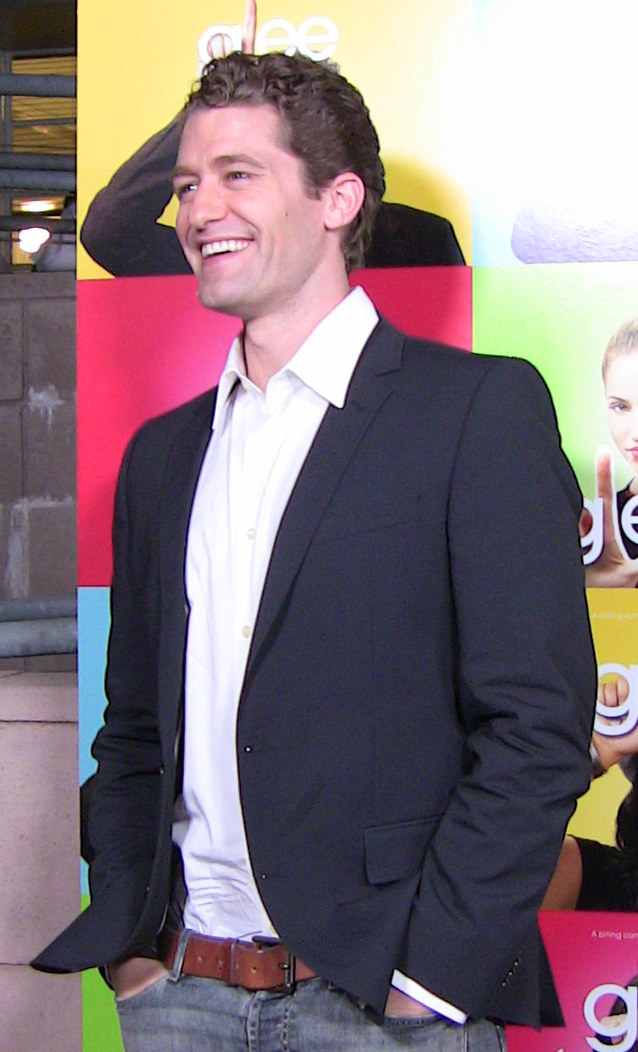
Morrison đã được đề cử cho hạng mục "Outstanding Lead Actor in a Comedy Series" tại giải Giờ Vàng Emmy 2011.

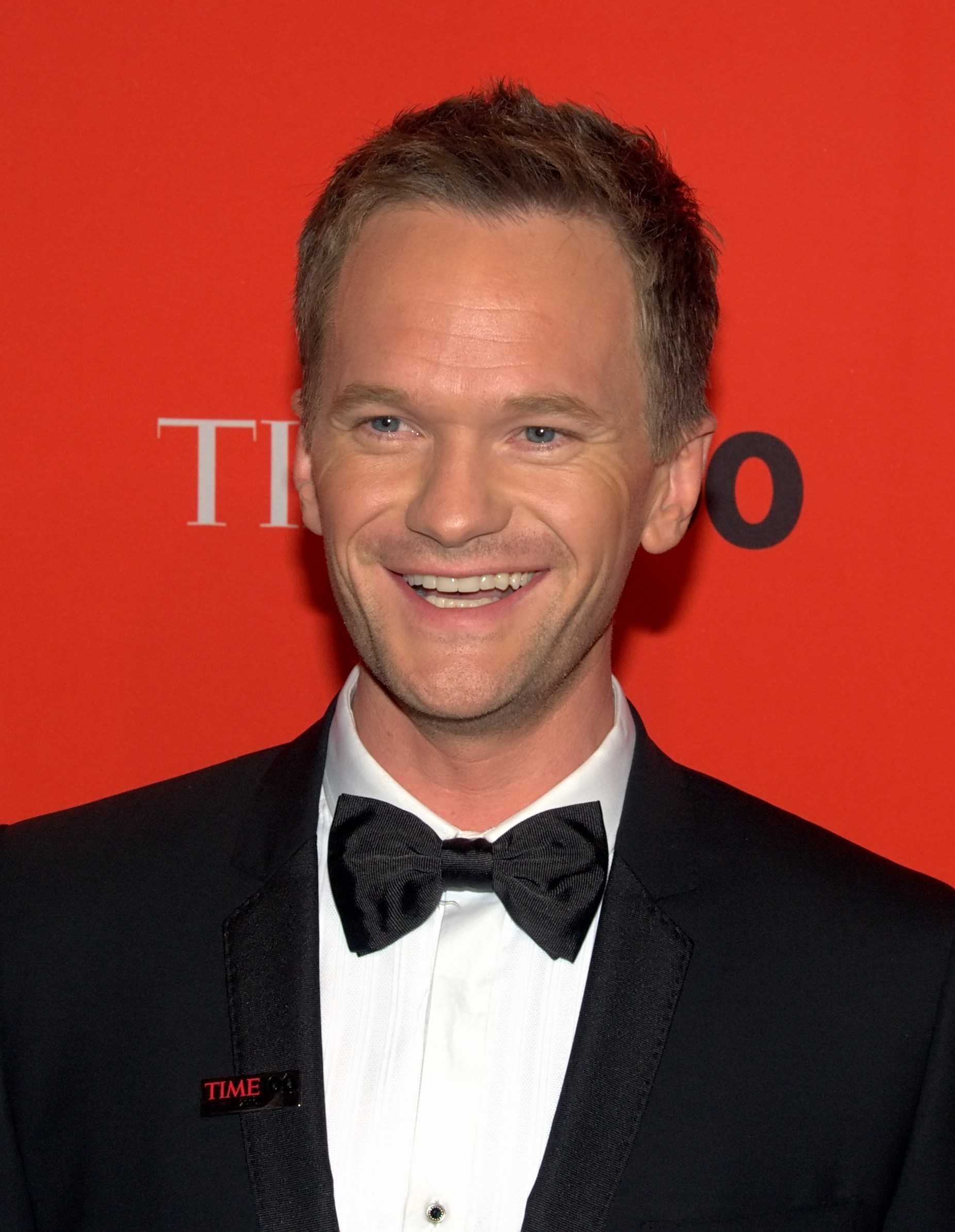
Patrick Harris đã thắng giải "Outstanding Guest Actor in a Comedy Series" cho vai diễn của anh trong "Dream On".

| Năm  | Hạng mục                                          | Đề cử                                  | Tập phim                  | Kết quả      | Chú thích     |
| ---- | ------------------------------------------------- | -------------------------------------- | ------------------------- | ------------ | ------------- |
| 2010 | Outstanding Lead Actor in a Comedy Series         | Matthew Morrison                       | "Mash-Up"                 | Đề cử        | [ 8 ]         |
| 2010 | Outstanding Lead Actress in a Comedy Series       | Lea Michele                            | "Sectionals"              | Đề cử        | [ 8 ]         |
| 2010 | Outstanding Supporting Actor in a Comedy Series   | Chris Colfer                           | "Laryngitis"              | Đề cử        | [ 8 ]         |
| 2010 | Outstanding Supporting Actress in a Comedy Series | Jane Lynch                             | "The Power of Madonna"    | Đoạt giải    | [ 8 ]         |
| 2010 | Outstanding Guest Actor in a Comedy Series        | Neil Patrick Harris                    | "Dream On"                | Đoạt giải    | [ 9 ] [ 10 ]  |
| 2010 | Outstanding Guest Actor in a Comedy Series        | Mike O'Malley                          | "Wheels"                  | Đề cử        | [ 9 ]         |
| 2010 | Outstanding Guest Actress in a Comedy Series      | Kristin Chenoweth                      | "The Rhodes Not Taken"    | Đề cử        | [ 9 ]         |
| 2010 | Outstanding Comedy Series                         | Outstanding Comedy Series              | Outstanding Comedy Series | Đề cử        | [ 9 ]         |
| 2010 | Outstanding Writing for a Comedy Series           | Ryan Murphy, Brad Falchuk, Ian Brennan | "Tập phim đầu tiên"       | Đề cử        | [ 9 ]         |
| 2010 | Outstanding Directing for a Comedy Series         | Ryan Murphy                            | "Tập phim đầu tiên"       | Đoạt giải    | [ 9 ]         |
| 2010 | Outstanding Directing for a Comedy Series         | Paris Barclay                          | "Wheels"                  | Đề cử        | [ 9 ]         |
| 2011 | Outstanding Comedy Series                         | Outstanding Comedy Series              | Outstanding Comedy Series | Chưa công bố | [ 11 ] [ 12 ] |
| 2011 | Outstanding Supporting Actor in a Comedy Series   | Chris Colfer                           | "Grilled Cheesus"         | Chưa công bố | [ 11 ] [ 12 ] |
| 2011 | Outstanding Supporting Actress in a Comedy Series | Jane Lynch                             | "Funeral"                 | Chưa công bố | [ 11 ] [ 12 ] |
| 2011 | Outstanding Guest Actress in a Comedy Series      | Kristin Chenoweth                      | "Rumours"                 | Chưa công bố | [ 11 ] [ 12 ] |
| 2011 | Outstanding Guest Actress in a Comedy Series      | Gwyneth Paltrow                        | "The Substitute"          | Chưa công bố | [ 11 ] [ 12 ] |
| 2011 | Outstanding Guest Actress in a Comedy Series      | Dot-Marie Jones                        | "Never Been Kissed"       | Chưa công bố | [ 11 ] [ 12 ] |

### Giải thưởng Emmy Sáng tạo
| Năm  | Hạng mục                                                                     | Đề cử | Tập phim                     | Kết quả      | Chú thích    |
| ---- | ---------------------------------------------------------------------------- | --- | ---------------------------- | ------------ | ------------ |
| 2010 | Outstanding Art Direction for a Single-Camera Series                         | Mark Hutman, Christopher Brown, Barbara Munch                                                                                  | "Tập phim đầu tiên"          | Đề cử        | [ 9 ]        |
| 2010 | Outstanding Casting for a Comedy Series                                      | Robert J. Ulrich, Eric Dawson, Jim Carnahan                                                                                    | —                            | Đề cử        | [ 9 ]        |
| 2010 | Outstanding Hairstyling for a Single-Camera Series                           | Lynda K. Walker, Ann Marie Luddy, Michael Ward, Gina Bonacquisti                                                               | "Hairography"                | Đề cử        | [ 9 ]        |
| 2010 | Outstanding Hairstyling for a Single-Camera Series                           | Stacey K. Black, Mary G. Stultz, Roxanne N. Sutphen, Gina Bonacquisti                                                          | "The Power of Madonna"       | Đề cử        | [ 9 ]        |
| 2010 | Outstanding Costumes for a Series                                            | Lou A. Eyrich, Marisa Aboitiz                                                                                                  | "The Power of Madonna"       | Đề cử        | [ 9 ]        |
| 2010 | Outstanding Makeup for a Single-Camera Series (Non-Prosthetic)               | Eryn Krueger Mekash, Kelley Mitchell, Jennifer Greenberg, Robin Neal-Luce, Kelcey Fry, Zoe Haywas                              | "The Power of Madonna"       | Đề cử        | [ 9 ]        |
| 2010 | Outstanding Makeup for a Single-Camera Series (Non-Prosthetic)               | Eryn Krueger Mekash, Kelley Mitchell, Trent Cotner, Jennifer Greenberg, Mike Mekash                                            | "Theatricality"              | Đề cử        | [ 9 ]        |
| 2010 | Outstanding Creative Achievement in Interactive Media — Fiction              | Coincident TV, Fox Broadcasting Company, Glee Hyperpromo And Superfan                                                          | —                            | Đề cử        | [ 9 ]        |
| 2010 | Outstanding Sound Mixing for a Comedy hoặc Drama Series (One Hour)           | Phillip W. Palmer, Doug Andham, Joseph H. Earle                                                                                | "The Power of Madonna"       | Đoạt giải    | [ 9 ] [ 10 ] |
| 2011 | Outstanding Casting for a Comedy Series                                      | Robert J. Ulrich và Eric Dawson                                                                                                | —                            | Chưa công bố | [ 11 ]       |
| 2011 | Outstanding Costumes for a Series                                            | Lou A. Eyrich và Marisa Aboitiz                                                                                                | "New York"                   | Chưa công bố | [ 11 ]       |
| 2011 | Outstanding Hairstyling for a Series                                         | Janis Clark, Sterfon Demings, Monte Haught, Susan Zietlow-Maust và Stacy Black                                                 | "The Sue Sylvester Shuffle"  | Chưa công bố | [ 11 ]       |
| 2011 | Outstanding Prosthetic Makeup for a Series, Miniseries, Movie hoặc a Special | Eryn Krueger Mekash, Jen Greenberg, Kelley Mitchell, Robin Luce, Mike Mekash, Melissa Buell, Christien Tinsley và Hiroshi Yada | "The Sue Sylvester Shuffle"  | Chưa công bố | [ 11 ]       |
| 2011 | Outstanding Makeup for a Single-Camera Series (Non-Prosthetic)               | Eryn Krueger Mekash, Jen Greenberg, Robin Luce và Mike Mekash                                                                  | "The Rocky Horror Glee Show" | Chưa công bố | [ 11 ]       |
| 2011 | Outstanding Sound Mixing for a Comedy hoặc Drama Series (One Hour)           | Phillip W. Palmer, Joseph H. Earle và Doug Andham                                                                              | "The Substitute"             | Chưa công bố | [ 11 ]       |

## Quả Cầu Vàng

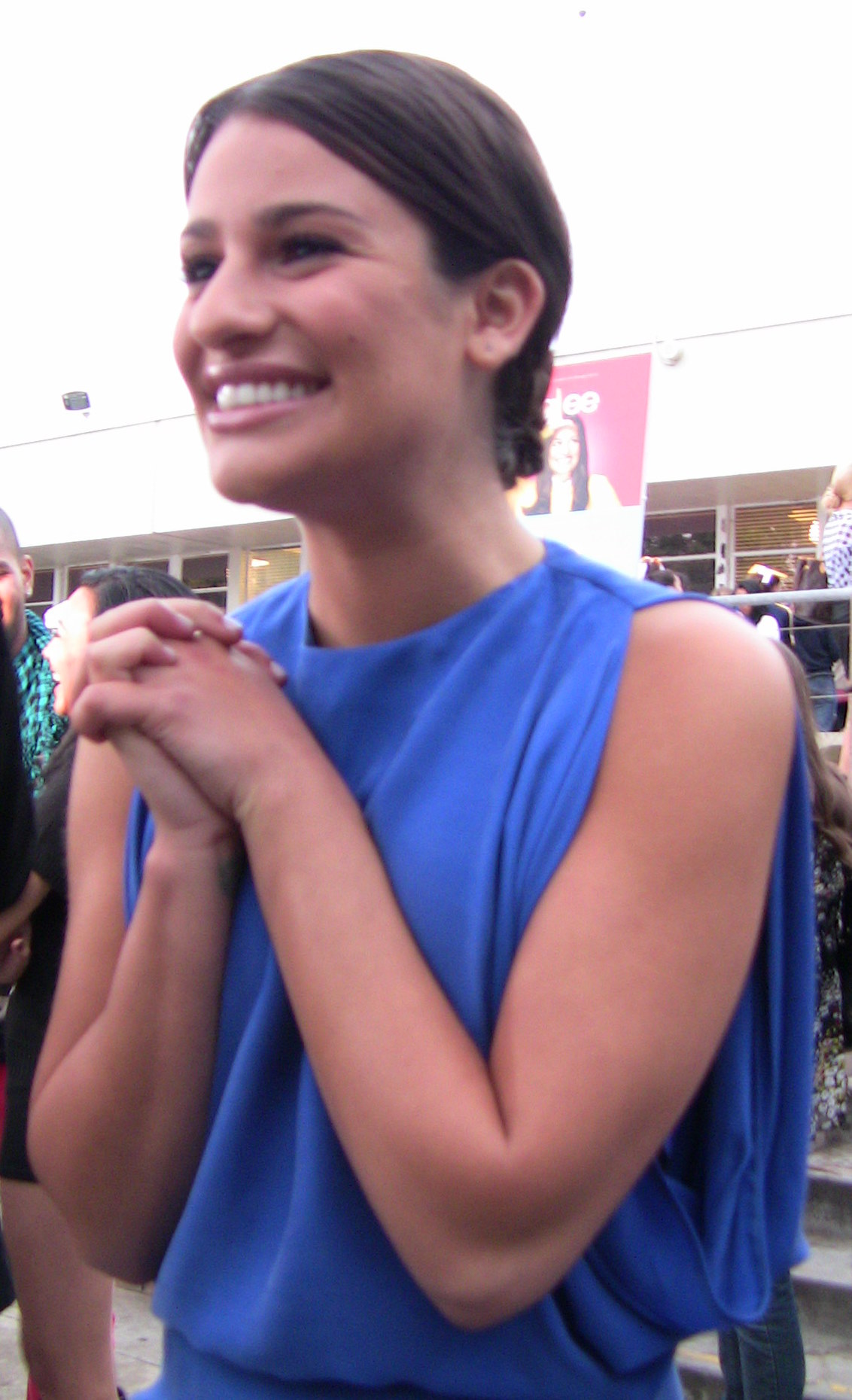
Michele sau đó đã được đề cử cho hạng mục "Best Actress - TV Series Musical or Comedy" tại lễ trao giải Quả Cầu Vàng 2010.

Glee đã thắng hạng mục "Best Television Series - Musical or Comedy" tại lễ trao giải Quả Cầu Vàng 2010. Lea Michele, Jane Lynch và Matthew Morrison đều nhận được đề cử cho hạng mục diễn xuất. Chương trình sau đó cũng đã nhận được đề cử "Best Television Series - Musical or Comedy" vào năm 2011 cộng thêm một đề cử cho Chris Colfer trong hạng mục Best Supporting Actor.
| Năm  | Hạng mục                                                        | Đề cử                                      | Kết quả   | Chú thích |
| ---- | --------------------------------------------------------------- | ------------------------------------------ | --------- | --------- |
| 2010 | Best Television Series – Musical or Comedy                      | Best Television Series – Musical or Comedy | Đoạt giải | [ 13 ]    |
| 2010 | Best Actor – Television Series Musical or Comedy                | Matthew Morrison                           | Đề cử     | [ 13 ]    |
| 2010 | Best Actress – Television Series Musical or Comedy              | Lea Michele                                | Đề cử     | [ 13 ]    |
| 2010 | Best Supporting Actress – Series, Miniseries or Television Film | Jane Lynch                                 | Đề cử     | [ 13 ]    |
| 2011 | Best Television Series – Musical or Comedy                      | Best Television Series – Musical or Comedy | Đoạt giải | [ 14 ]    |
| 2011 | Best Actor – Television Series Musical or Comedy                | Matthew Morrison                           | Đề cử     | [ 14 ]    |
| 2011 | Best Actress – Television Series Musical or Comedy              | Lea Michele                                | Đề cử     | [ 14 ]    |
| 2011 | Best Supporting Actress – Series, Miniseries or Television Film | Jane Lynch                                 | Đoạt giải | [ 14 ]    |
| 2011 | Best Supporting Actor – Series, Miniseries or Television Film   | Chris Colfer                               | Đoạt giải | [ 14 ]    |

## Giải People's Choice

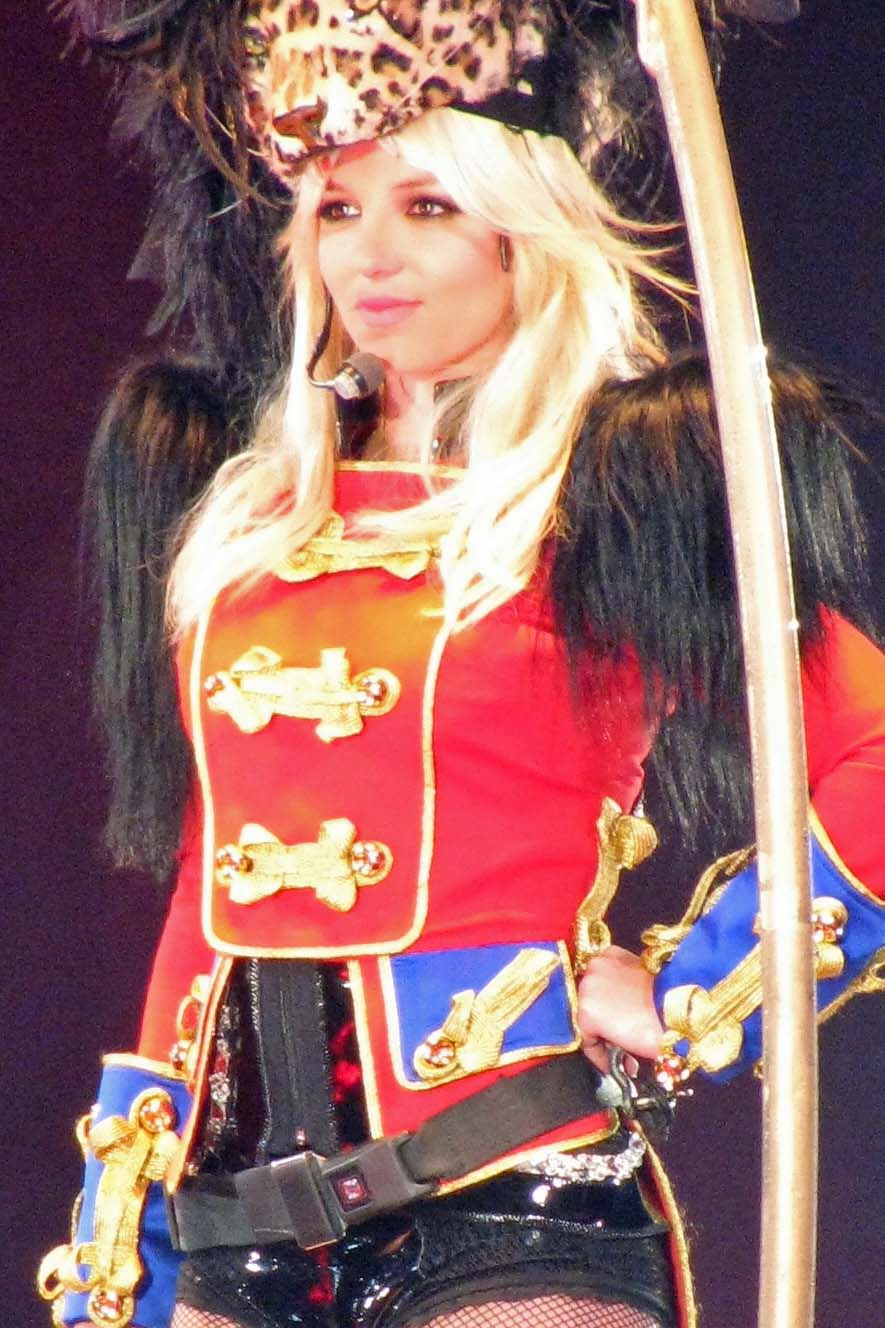
Spears đã được đề cử cho hạng mục "Favorite TV Guest Star" tại lễ trao giải People's Choice 2010 với sự xuất hiện của mình trong tập phim "Britney/Brittany".

Giải People's Choice Awards được trao cho những nghệ sĩ có đóng góp lớn cho nền văn hóa đại chúng và được bầu chọn những khán giả. Glee đã thắng hạng mục "Favorite New TV Comedy" vào năm 2010, và được đề cử cho ba hạng mục vào năm 2011.
| Năm  | Hạng mục                   | Đề cử                  | Kết quả   | Chú thích |
| ---- | -------------------------- | ---------------------- | --------- | --------- |
| 2010 | Favorite New TV Comedy     | Favorite New TV Comedy | Đoạt giải | [ 15 ]    |
| 2011 | Favorite TV Comedy         | Favorite TV Comedy     | Đoạt giải | [ 16 ]    |
| 2011 | Favorite TV Guest Star     | Britney Spears         | Đề cử     | [ 16 ]    |
| 2011 | Favorite TV Guest Star     | Neil Patrick Harris    | Đề cử     | [ 16 ]    |
| 2011 | Favorite TV Comedy Actor   | Matthew Morrison       | Đề cử     | [ 16 ]    |
| 2011 | Favorite TV Comedy Actress | Jane Lynch             | Đoạt giải | [ 16 ]    |

## Giải Satellite

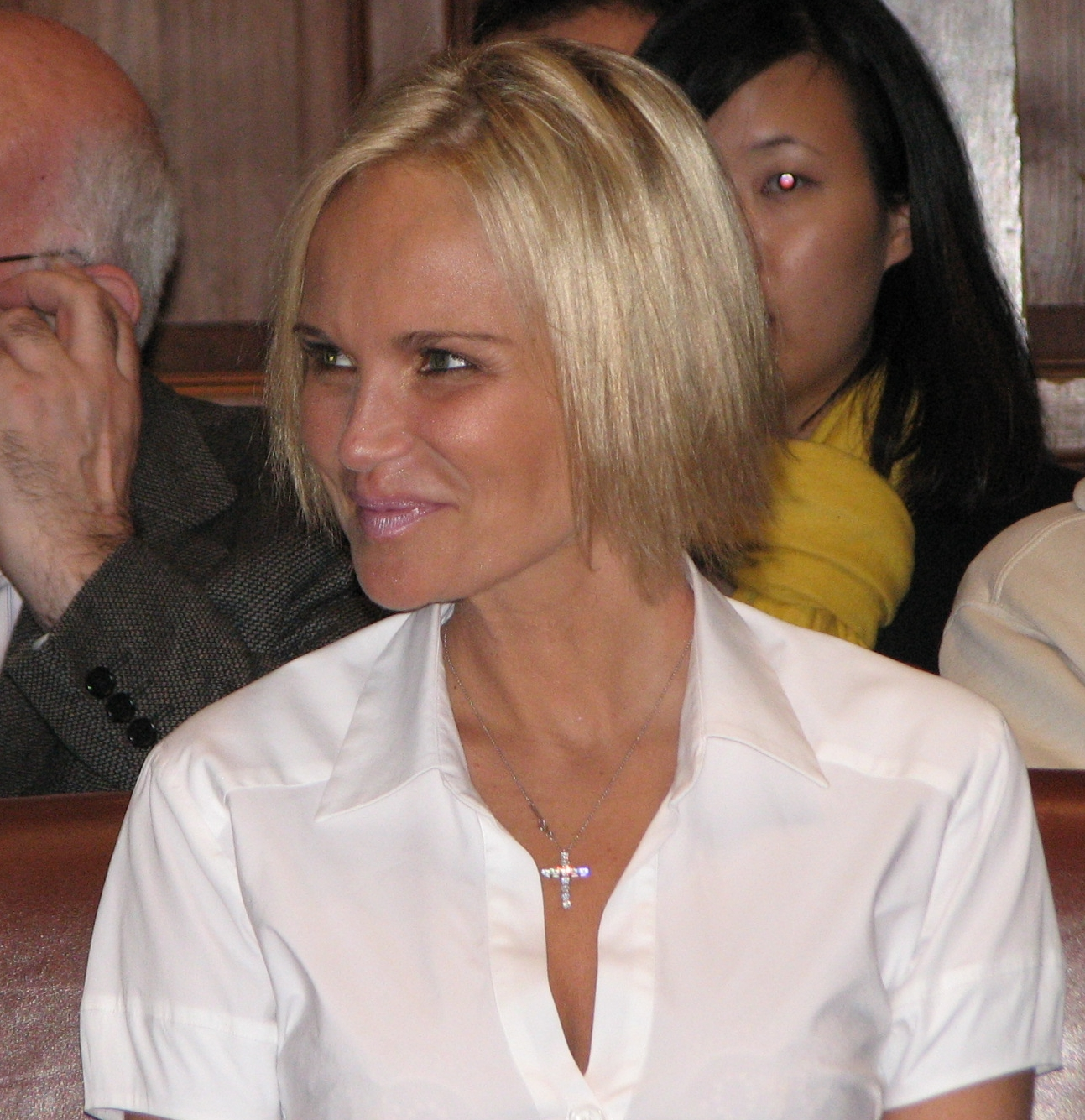
Chenoweth đã thắng hạng mục "Outstanding Guest Star" tại lễ trao giải Satellite 2009 cho phần xuất hiện của mình trong tập "The Rhodes Not Taken".

Giải Satellite Awards, hay còn được viết đến là Golden Satellite Awards, được trao cho cả hai lĩnh vực là truyền hình và điện ảnh. Glee đã thắng năm giải thưởng, gồm "Outstanding Guest Star" cho khách mời Kristin Chenoweth.
| Năm  | Hạng mục                                      | Đề cử                                      | Kết quả   | Chú thích |
| ---- | --------------------------------------------- | ------------------------------------------ | --------- | --------- |
| 2009 | Best Television Series – Musical or Comedy    | Best Television Series – Musical or Comedy | Đoạt giải | [ 17 ]    |
| 2009 | Best Actress in a Musical or Comedy TV Series | Lea Michele                                | Đoạt giải | [ 17 ]    |
| 2009 | Best Actor in a Musical or Comedy TV Series   | Matthew Morrison                           | Đoạt giải | [ 17 ]    |
| 2009 | Best Supporting Actress                       | Jane Lynch                                 | Đoạt giải | [ 17 ]    |
| 2009 | Best Supporting Actor                         | Chris Colfer                               | Đề cử     | [ 17 ]    |
| 2009 | Outstanding Guest Star                        | Kristin Chenoweth                          | Đoạt giải | [ 17 ]    |
| 2010 | Best Television Series – Musical or Comedy    | Best Television Series – Musical or Comedy | Đề cử     | [ 18 ]    |
| 2010 | Best Actress in a Musical or Comedy TV Series | Lea Michele                                | Đề cử     | [ 18 ]    |
| 2010 | Best Actor in a Musical or Comedy TV Series   | Matthew Morrison                           | Đề cử     | [ 18 ]    |
| 2010 | Best Supporting Actress                       | Jane Lynch                                 | Đề cử     | [ 18 ]    |
| 2010 | Best Supporting Actor                         | Chris Colfer                               | Đề cử     | [ 18 ]    |

## Giải Teen Choice

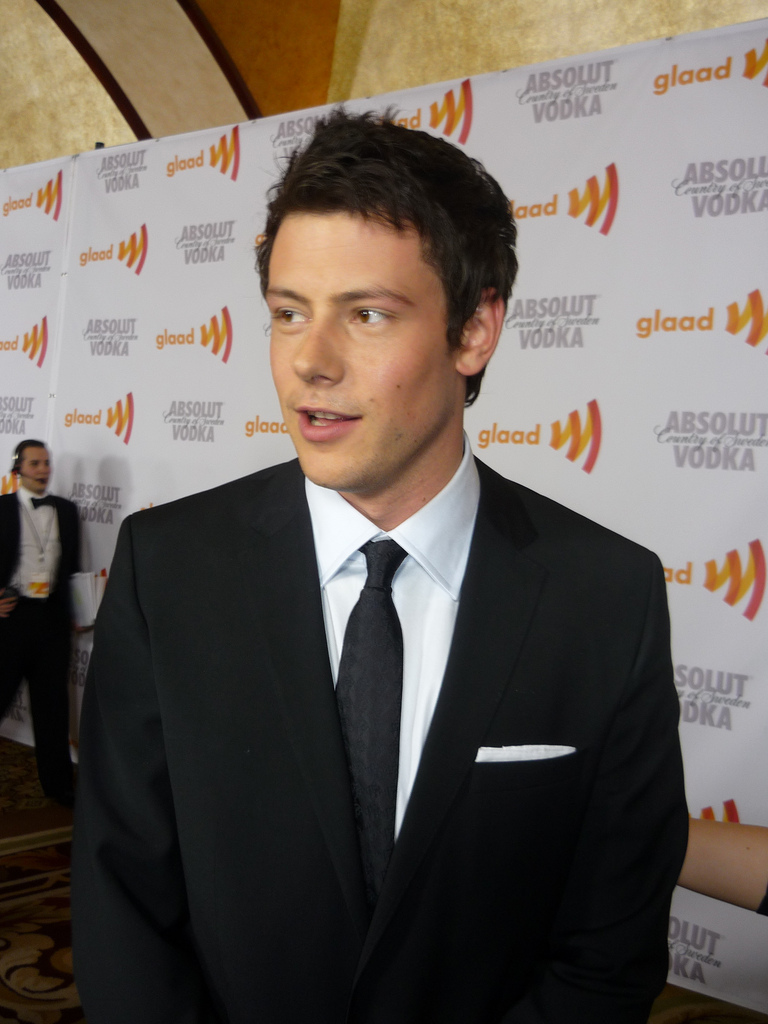
Monteith đã nhận hai đề cử Teen Choice.

Giải Teen Choice Awards là giải thưởng được bầu chọn bởi thanh niên. Glee đã được đề cử cho 3 giải vào 2009, 13 giải năm 2010 và 9 giải năm 2011. as nominated for three awards in 2009, thirteen awards in 2010, and nine awards in 2011.
| Năm  | Hạng mục                        | Đề cử                      | Kết quả      | Chú thích |
| ---- | ------------------------------- | -------------------------- | ------------ | --------- |
| 2009 | Choice TV: Breakout Series      | Choice TV: Breakout Series | Đề cử        | [ 19 ]    |
| 2009 | Choice TV: Breakout Star Female | Lea Michele                | Đề cử        | [ 19 ]    |
| 2009 | Choice TV: Breakout Star Male   | Cory Monteith              | Đề cử        | [ 19 ]    |
| 2010 | Choice TV Show: Comedy          | Choice TV Show: Comedy     | Đoạt giải    | [ 20 ]    |
| 2010 | Choice TV Actor: Comedy         | Cory Monteith              | Đề cử        | [ 20 ]    |
| 2010 | Choice TV Actress: Comedy       | Lea Michele                | Đề cử        | [ 20 ]    |
| 2010 | Choice TV: Villain              | Jane Lynch                 | Đề cử        | [ 20 ]    |
| 2010 | Choice Music: Group             | Glee                       | Đề cử        | [ 20 ]    |
| 2010 | Choice TV: Female Scene Stealer | Amber Riley                | Đề cử        | [ 20 ]    |
| 2010 | Choice TV: Male Scene Stealer   | Chris Colfer               | Đoạt giải    | [ 20 ]    |
| 2010 | Choice TV: Male Scene Stealer   | Matthew Morrison           | Đề cử        | [ 20 ]    |
| 2010 | Choice TV: Female Breakout Star | Dianna Agron               | Đề cử        | [ 20 ]    |
| 2010 | Choice TV: Male Breakout Star   | Mark Salling               | Đề cử        | [ 20 ]    |
| 2010 | Choice TV: Male Breakout Star   | Kevin McHale               | Đề cử        | [ 20 ]    |
| 2010 | Choice TV: Parental Unit        | Mike O'Malley              | Đoạt giải    | [ 20 ]    |
| 2010 | Most Fanatic Fans               | Most Fanatic Fans          | Đề cử        | [ 20 ]    |
| 2011 | Choice TV: Comedy               | Choice TV: Comedy          | Chưa công bố | [ 21 ]    |
| 2011 | Choice TV: Actor Comedy         | Cory Monteith              | Chưa công bố | [ 21 ]    |
| 2011 | Choice TV: Scene Stealer Male   | Mark Salling               | Chưa công bố | [ 21 ]    |
| 2011 | Choice TV: Scene Stealer Male   | Chris Colfer               | Chưa công bố | [ 21 ]    |
| 2011 | Choice TV: Scene Stealer Female | Dianna Agron               | Chưa công bố | [ 21 ]    |
| 2011 | Choice TV: Scene Stealer Female | Amber Riley                | Chưa công bố | [ 21 ]    |
| 2011 | Choice Music: Group             | Glee                       | Chưa công bố | [ 21 ]    |
| 2011 | Choice TV: Villain              | Jane Lynch                 | Chưa công bố | [ 21 ]    |
| 2011 | Choice TV: Breakout Star        | Darren Criss               | Chưa công bố | [ 22 ]    |

## Những giải thưởng khác

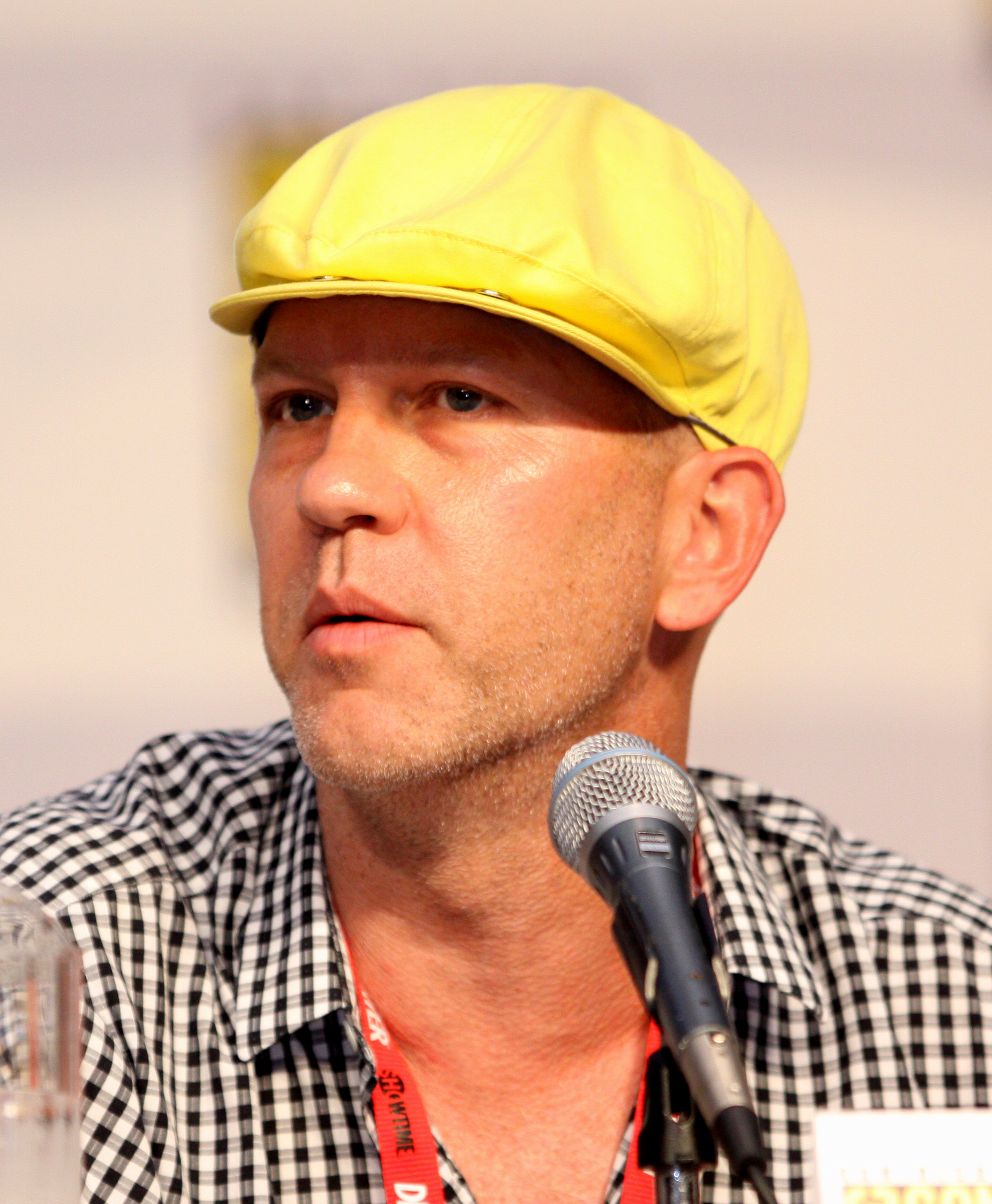
Murphy cùng Brennan và Falchuk, đã thắng giải "Comedy Writer of the Year" 2010 tại lễ Just for Laughs.

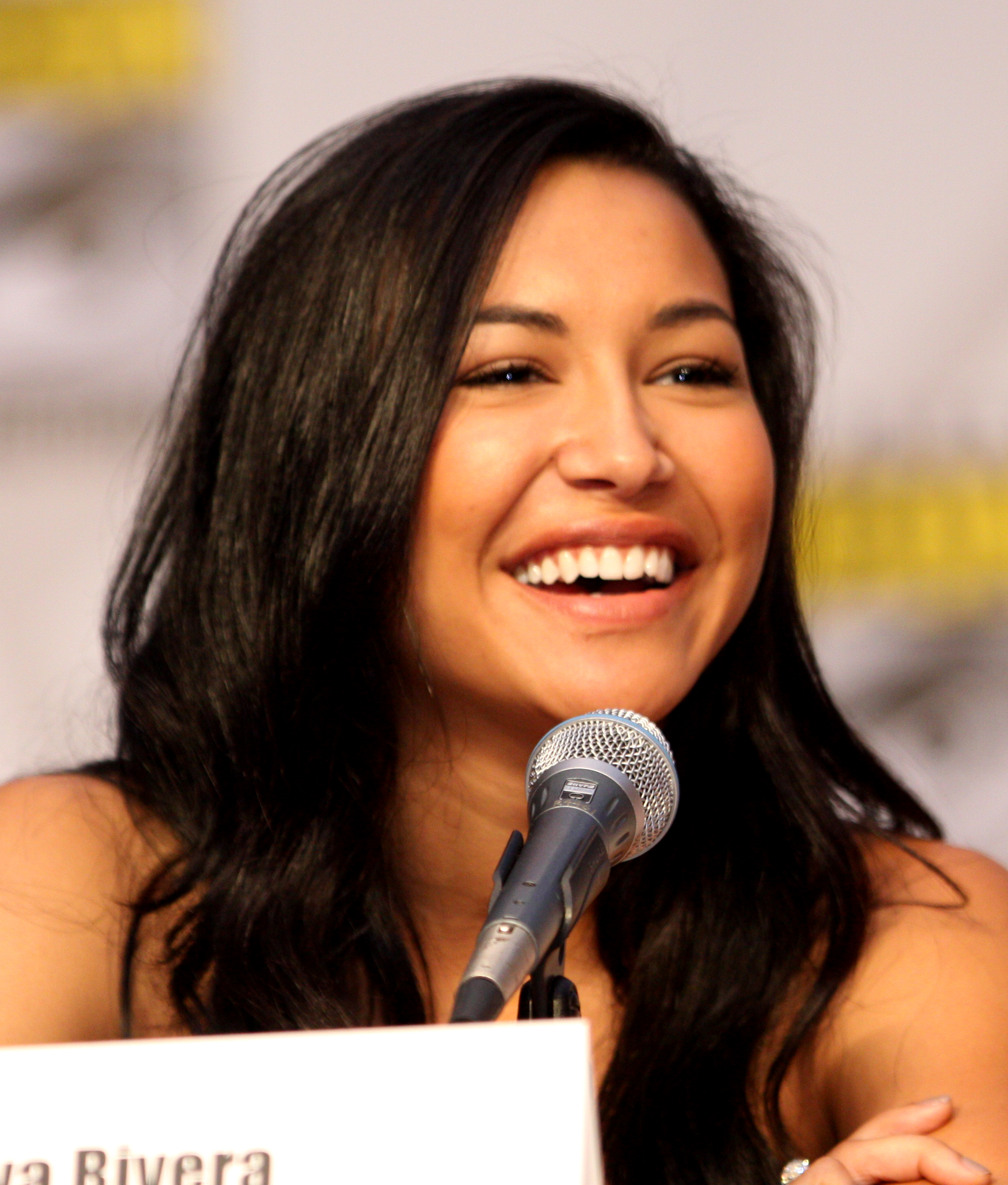
Rivera đã được đề cử cho hạng mục "Best Supporting Actress/Television" tại lễ trao giải Imagen Awards 2010.

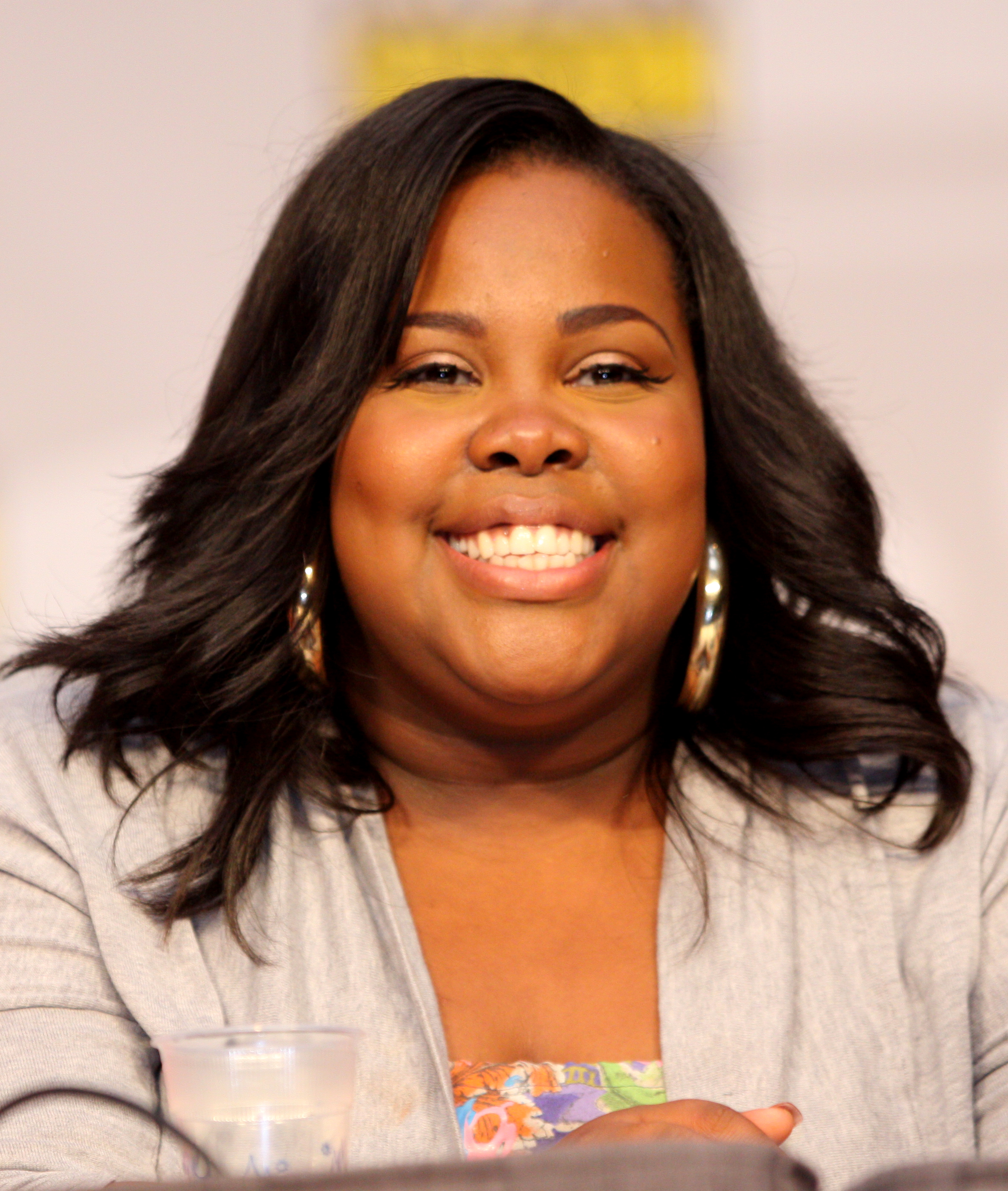
Riley đã được đề cử cho một giải NAACP Image Award 2011.

| Năm  | Giải thưởng                                | Hạng mục                                                                                 | Đề cử                                                                               | Kết quả      | Chú thích |
| ---- | ------------------------------------------ | ---------------------------------------------------------------------------------------- | ----------------------------------------------------------------------------------- | ------------ | --------- |
| 2010 | ACE Eddie Awards                           | Best Edited One-Hour Series for Commercial Television                                    | Bradley Buecker, Doc Crotzer, Joe Leonard & John Roberts cho "Journey to Regionals" | Đề cử        | [ 23 ]    |
| 2009 | AFI Awards                                 | Television Program of the Year                                                           | Glee                                                                                | Đoạt giải    | [ 24 ]    |
| 2010 | AFI Awards                                 | Television Program of the Year                                                           | Glee                                                                                | Đoạt giải    | [ 25 ]    |
| 2010 | American Music Awards                      | Soundtracks - Favorite Album                                                             | Glee: The Music, Volume 3 Showstoppers                                              | Đoạt giải    | [ 26 ]    |
| 2009 | Art Directors Guild Awards                 | Single Camera Television Series                                                          | Mark Hutman cho "Tập phim đầu tiên"                                                 | Đề cử        | [ 27 ]    |
| 2011 | ALMA Awards                                | Favorite TV Actress – Leading Role in a Comedy                                           | Naya Rivera                                                                         | Chưa công bố | [ 28 ]    |
| 2009 | Artios Awards                              | Television Pilot — Comedy                                                                | Robert J. Ulrich, Eric Dawson, Carol Kritzer and Jim Carnahan                       | Đoạt giải    | [ 29 ]    |
| 2010 | BAFTA Awards                               | YouTube Audience Award                                                                   | Glee                                                                                | Đề cử        | [ 30 ]    |
| 2011 | BAFTA Awards                               | International TV Show                                                                    | Glee                                                                                | Đề cử        | [ 31 ]    |
| 2011 | Brit Awards                                | International Breakthrough Act                                                           | Glee                                                                                | Đề cử        | [ 32 ]    |
| 2010 | CDG Awards                                 | Outstanding Contemporary Television Series                                               | Lou Eyrich                                                                          | Đoạt giải    | [ 33 ]    |
| 2011 | CDG Awards                                 | Outstanding Contemporary Television Series                                               | Lou Eyrich                                                                          | Đoạt giải    | [ 34 ]    |
| 2009 | Cinema Audio Society Awards                | Outstanding Achievement in Sound Mixing for a Television Series                          | Phillip W. Palmer, Joseph H. Earle Jr. and Doug Andham, cho "Wheels"                | Đề cử        | [ 35 ]    |
| 2010 | Cinema Audio Society Awards                | Outstanding Achievement in Sound Mixing for a Television Series                          | Phillip W. Palmer, Joseph H. Earle Jr. and Doug Andham, cho "The Power of Madonna"  | Đề cử        | [ 36 ]    |
| 2011 | The Comedy Awards                          | Comedy Actress – TV                                                                      | Jane Lynch                                                                          | Đề cử        | [ 37 ]    |
| 2011 | Critics' Choice Television Awards          | Best Comedy Series                                                                       | Glee                                                                                | Đề cử        | [ 38 ]    |
| 2011 | Critics' Choice Television Awards          | Best Supporting Actress in a Comedy Series                                               | Jane Lynch                                                                          | Đề cử        | [ 38 ]    |
| 2009 | Directors Guild of America Awards          | Outstanding Directing – Comedy Series                                                    | Paris Barclay cho "Wheels"                                                          | Đề cử        | [ 39 ]    |
| 2009 | Directors Guild of America Awards          | Outstanding Directing – Comedy Series                                                    | Ryan Murphy cho "Tập phim đầu tiên"                                                 | Đề cử        | [ 39 ]    |
| 2010 | Directors Guild of America Awards          | Outstanding Directing – Comedy Series                                                    | Ryan Murphy cho "The Power of Madonna"                                              | Đề cử        | [ 40 ]    |
| 2009 | Diversity Awards                           | Favorite New Television Cast Ensemble                                                    | Glee                                                                                | Đoạt giải    | [ 41 ]    |
| 2010 | GLAAD Media Awards                         | Outstanding Comedy Series                                                                | Glee                                                                                | Đoạt giải    | [ 42 ]    |
| 2011 | GLAAD Media Awards                         | Outstanding Comedy Series                                                                | Glee                                                                                | Đoạt giải    | [ 43 ]    |
| 2010 | Golden Reel Awards                         | Best Sound Editing: Short Form Music in Television                                       | David Klotz cho "Tập phim đầu tiên"                                                 | Đoạt giải    | [ 44 ]    |
| 2011 | Golden Reel Awards                         | Best Sound Editing: Short Form Musical in Television                                     | David Klotz cho "The Power of Madonna"                                              | Đoạt giải    | [ 45 ]    |
| 2011 | Grammy Awards                              | Best Pop Performance by a Duo or Group with Vocals                                       | "Don't Stop Believin' (Regionals Version)"                                          | Đề cử        | [ 46 ]    |
| 2011 | Grammy Awards                              | Best Compilation Soundtrack Album for a Motion Picture, Television or Other Visual Media | Glee: The Music, Volume 1                                                           | Đề cử        | [ 46 ]    |
| 2009 | Hollywood Music in Media Awards            | Outstanding Musical Supervision — TV                                                     | PJ Bloom                                                                            | Đoạt giải    | [ 47 ]    |
| 2010 | HPA Awards                                 | Outstanding Editing - Television                                                         | Joe Leonard cho "The Power of Madonna"                                              | Đề cử        | [ 48 ]    |
| 2010 | HPA Awards                                 | Outstanding Editing - Television                                                         | Doc Crotzer cho "Dream On"                                                          | Đề cử        | [ 48 ]    |
| 2010 | HPA Awards                                 | Outstanding Editing - Television                                                         | Bradley Buecker cho "Journey to Regionals"                                          | Đề cử        | [ 48 ]    |
| 2010 | HPA Awards                                 | Outstanding Sound - Television                                                           | John Benson cho "Preggers"                                                          | Đề cử        | [ 48 ]    |
| 2010 | Hìnhn Awards                               | Best Supporting Actress/Television                                                       | Naya Rivera                                                                         | Đề cử        | [ 49 ]    |
| 2010 | Just for Laughs Awards                     | Comedy Writer of the Year                                                                | Ian Brennan, Brad Falchuk, Ryan Murphy                                              | Đoạt giải    | [ 50 ]    |
| 2010 | Media Access Awards                        | CSA Award                                                                                | Robert J. Ulrich, Eric Dawson, Carol Kritzer                                        | Đoạt giải    | [ 51 ]    |
| 2010 | NAACP Image Awards                         | Outstanding Comedy Series                                                                | Glee                                                                                | Đề cử        | [ 52 ]    |
| 2011 | NAACP Image Awards                         | Outstanding Comedy Series                                                                | Glee                                                                                | Đề cử        | [ 53 ]    |
| 2011 | NAACP Image Awards                         | Outstanding Supporting Actress in a Comedy Series                                        | Amber Riley                                                                         | Đề cử        | [ 53 ]    |
| 2011 | National Television Awards                 | Digital Choice                                                                           | Glee                                                                                | Đề cử        | [ 54 ]    |
| 2010 | Nickelodeon Australian Kids' Choice Awards | Fave International Band                                                                  | Glee                                                                                | Đề cử        | [ 55 ]    |
| 2010 | Nickelodeon Australian Kids' Choice Awards | Fave TV Show                                                                             | Glee                                                                                | Đề cử        | [ 55 ]    |
| 2010 | Peabody Awards                             | —                                                                                        | Glee                                                                                | Đoạt giải    | [ 56 ]    |
| 2011 | PGA Awards                                 | The Danny Thomas Award for Outstanding Producer of Ep                                    |                                                                                     |              |           |